# تاجموت
تاجموت (به عربی: تاجموت) یک شهرداری در الجزایر است که در استان الاغواط واقع شده‌است. تاجموت ۲۰٬۳۲۱ نفر جمعیت دارد.